# Jardí de l'Edèn

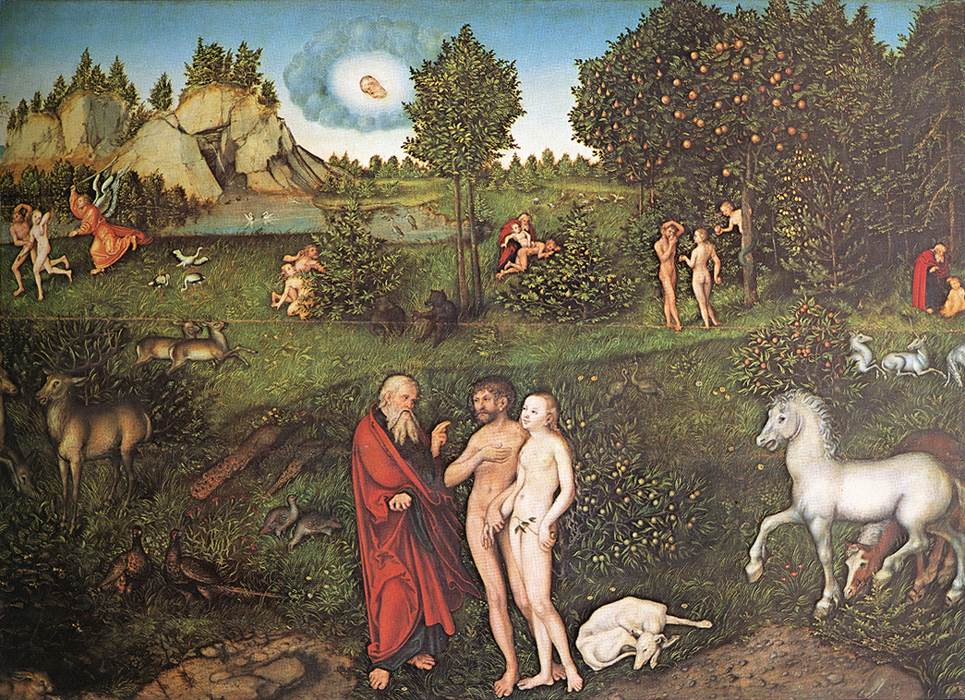
El Jardí de l'Edèn, segons Cranach

Segons l'Antic Testament (Gènesi, capítols segon i tercer) l'Edèn o Edén és el lloc on va ser-hi establert Adam i on es creà Eva. Era un paradís situat a l'orient ple d'arbres agradables de mirar i bons per menjar, al bell mig hi havia dos arbres especials: l'arbre de la vida i l'Arbre del coneixement del bé i el mal.

## Relat bíblic
Del jardí en sortia un riu per regar-lo que es dividia en quatre braços anomenats:
- Fison, que envolta el país d'Havilà
- Guihon, que banya el país de Cuix
- Tigris, que corre a l'orient d'Assíria
- Eufrates

En aquell indret, Adam i Eva vivien tranquils, sense témer res, sense haver de treballar i a més, no envellien. Sols tenien una advertència: De tots els arbres del jardí, en pots menjar, però de l'arbre del coneixement del bé i del mal, no en mengessis pas, perquè si un dia en menges, estigues segur que moriràs.
Un dia, una serp aparegué a Eva i li va explicar que si menjava de l'arbre prohibit no moriria sinó que seria com Déu. Aleshores, la dona en menjà i en donà a Adam, qui també en tastà. A l'instant Déu aparegué, va maleir la serp i va expulsar la parella del jardí de l'Edèn. (Encara que en la Bíblia no s'especifica quin és el fruit prohibit, en la iconografia ha quedat fixat com una poma.)
Cal afegir que segons la tradició islàmica, la serp va enganyar Adam i Eva alhora, repartint per tant la culpa del pecat original entre ambdós.
Després de l'engany, Déu posà uns querubins a l'entrada amb un sabre flamejant per evitar així que hi entressin i s'acostessin a l'arbre de la vida, que donava la immortalitat.

## L'Edèn a la història
La situació del jardí és llegendària, malgrat la referència a dos rius asiàtics reals. Això no ha impedit que al llarg de la història es provés de trobar-ne la localització. Així, s'ha apuntat que seria a Armènia, Mesopotàmia o Jerusalem, com a revers de l'entrada a l'infern. Tot i això el lloc més exacte, basant-se en els rius descrits, que s'associa amb el territori que fou la base del mite de l'Edèn seria la costa del Golf Pèrsic propera a l'any 4000 aC o molt abans. La raó és la possibilitat d'identificar els rius "Guihon" com el riu Karun i el "Fison" com el Uadi Al-Batin (que tot i estar majoritàriament eixut avui dia en aquells temps encara podria tenir un cert cabal).

## Possibles orígens
A gairebé totes les cultures i religions del món hi ha algun tipus de relat o llegenda sobre l'origen del mal al món. En mites egipcis, per exemple, es parla d'una edat d'or perduda i la mort causada per "l'avantpassada de les dones" i la serp. Llegendes índies ens expliquen que Brama va ser temptat per Xiva perquè cregués que la flor de l'arbre del coneixement li donaria la immortalitat. A la mitologia grega la capsa de Pandora és un exemple famós. La Bíblia té el relat d'Adam i Eva.
Un possible origen del Jardí de l'Edèn podria ser el mite mesopotàmic del paradís que s'anomenà Enki i Ninhursag, poema mític semblant al relat bíblic i molt més antic.
En la tradició grega hi trobem el Jardí de les Hespèrides que també té semblances amb el relat bíblic. L'arbre de la vida i la serp o drac Ladó (fill de Tifó) en aquest mite hi són especialment presents, encara que el relat és diferent.